# Atsushi Nagai
Atsushi Nagai (født 23. december 1974) er en tidligere japansk fodboldspiller.
Han har spillet for flere forskellige klubber i sin karriere, herunder Avispa Fukuoka, Montedio Yamagata og Vegalta Sendai.